# Rohanské nábřeží
Rohanské nábřeží v Karlíně v Praze prochází u pravého břehu Vltavy od Těšnovského tunelu ke křižovatce ulic U Rustonky a Voctářova. Nábřeží tvoří čtyřpruhová silniční komunikace, součást Poděbradské radiály. Nazváno je podle tesařského mistra a pražského měšťana Josefa Rohana, který od roku 1850 vlastnil Rohanský ostrov, ten byl v letech 1920-1930 připojen ke karlínskemu břehu. Na začátku nábřeží u Těšnovského tunelu je hotel Hilton Praha, největší hotel v České republice. Na ploše bývalého Rohanského ostrova v 90. letech 20. století začalo budování moderního administrativního a rezidenčního komplexu River City Praha, součástí kterého je Danube House (2003), Nile House (2006) a Amazon Court (2010). V roce 2002 propojila přes čtyřpruhovou komunikaci River City Praha s centrem Karlína ocelová lávka o rozpětí 49,5 metru.

## Budovy, firmy a instituce
- Hotel Hilton Praha – Rohanské nábřeží, Pobřežní 1[5]
- kavárna One Café – Rohanské nábřeží 19[6]
- indická restaurace Signature – Rohanské nábřeží 23[7]
- River Garden Office – Rohanské nábřeží 25[8]